# Rohmilchkäse

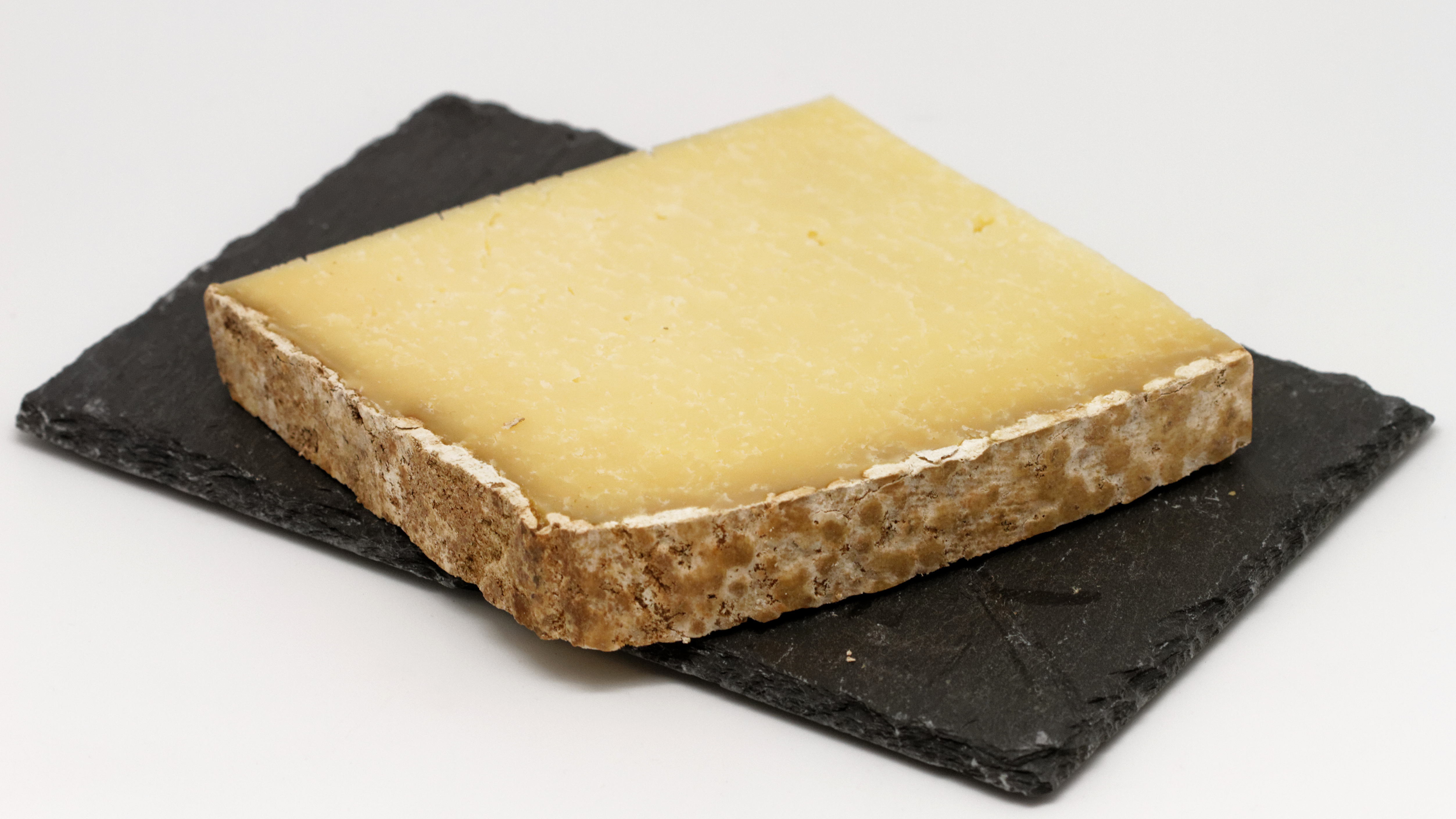
Cantal-Käse

Rohmilchkäse ist Käse aus Milch, die zu Beginn des Käsereiprozesses nicht wärmebehandelt (>50 °C) oder bei 72–75 °C pasteurisiert wurde (Rohmilch). Die meisten Almkäse werden aus Rohmilch hergestellt. Die Milch kann von verschiedenen Tierarten stammen: Rinder, Ziegen, Schafe, Büffel.

## Käsesorten mit Rohmilch
Bestimmte Käsesorten müssen mit Rohmilch hergestellt werden. Andere Käsesorten können wahlweise mit Rohmilch hergestellt werden. Rohmilchkäse sind meist Käse, die als Erzeugnisse geschützten Ursprungs (g. U.) besonderen Anforderungen unterliegen, die in einem sog. Lastenheft definiert sind. Auch bei Käse aus biologischer Erzeugung finden sich viele Rohmilchkäsesorten.

## Beispiele

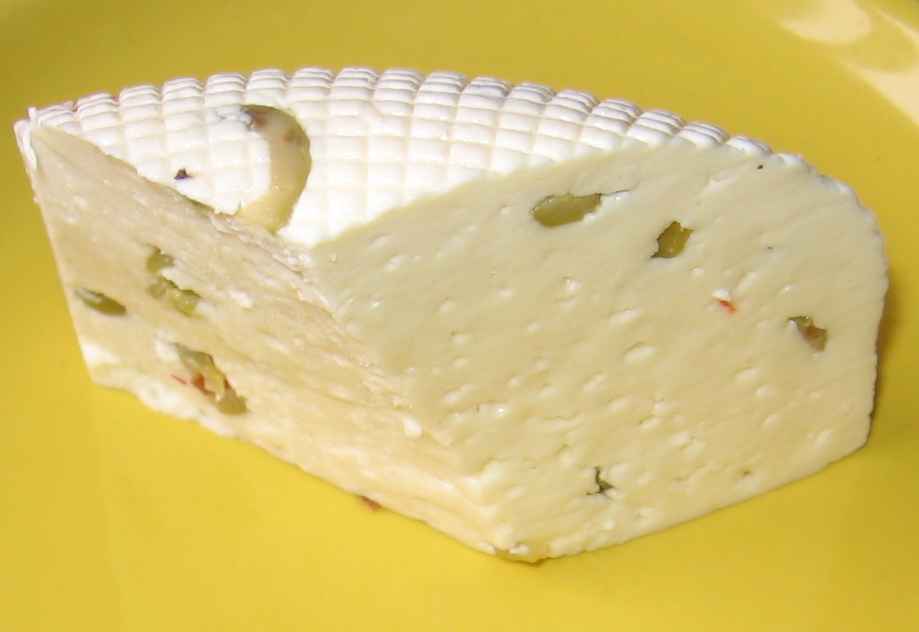
Polnischer Rohmilchkäse Ser koryciński swojski mit Oliven

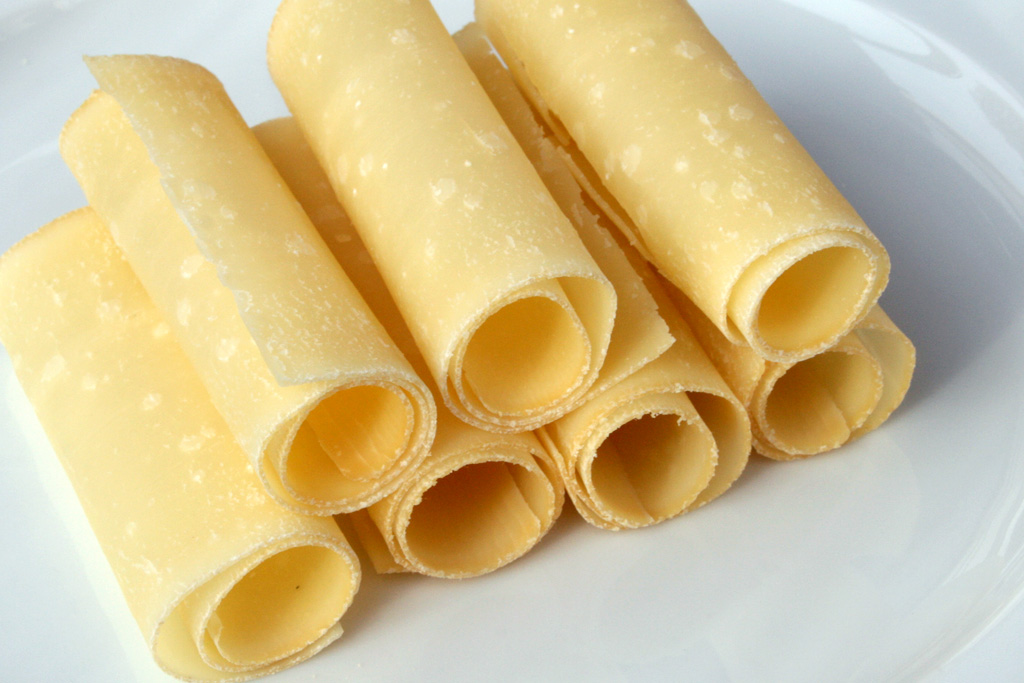
Berner Hobelkäse

Allgäuer Emmentaler ist eine deutsche Käsesorte g. U., die aus Rohmilch hergestellt werden muss; Camembert de Normandie AOP und Roquefort AOP sind französische Käse geschützten Ursprungs, immer aus Rohmilch.
Die Käse-Standardsorten Brie, Camembert, Emmentaler können, müssen aber nicht mit Rohmilch hergestellt werden (Anlage 1 der deutschen Käseverordnung).
Bestimmte Käsesorten werden aus Rohmilch hergestellt und tragen den Rohmilchhinweis. Dennoch kommt es während der Herstellung zu einer Erwärmung über 40 °C. Dies ist bei Hartkäse das sog. Brennen des Bruchs. Dabei werden meist Temperaturen von 50 bis 60 °C eingesetzt. Die Erwärmung ist notwendig, damit der Bruch möglichst viel Wasser in Form von Molke verliert. Nur so können die spezifischen Eigenschaften von Hartkäse und seine lange Haltbarkeit erreicht werden.
Beispiele für Hartkäse, immer aus Rohmilch:
- Parmigiano Reggiano D.O.P.
- Hobelkäse
- Greyerzer
- Sbrinz
- Emmentaler AOC
- Allgäuer Emmentaler g.U.
- Emmental de Savoie AOP
- Cantal, Salers, Laguiole
- Vorarlberger Bergkäse

## Rechtsgrundlage für die Kennzeichnung
Rohmilchkäse ist zwingend als solcher zu kennzeichnen. Dies geschieht durch den Hinweis mit Rohmilch hergestellt (Anhang III Abschnitt IX Kap. IV Nr. 2 EG-VO 853/2004). Auch andere Milcherzeugnisse aus Rohmilch werden so gekennzeichnet.
Käse in Fertigpackungen enthält den Rohmilchhinweis in der Kennzeichnung auf der Verpackung. Bei Käse an der Käsetheke findet sich der Hinweis auf den Schildern.

## Gesundheitsgefahren durch Rohmilch
Produkte aus Rohmilch können aufgrund der fehlenden Pasteurisierung mit verschiedenen krankmachenden Erregern belastet sein. Durchfallerreger wie Campylobacter und EHEC können durch Rohmilchprodukte übertragen werden.
Eine weitere durch Rohmilchprodukte übertragbare Erkrankung ist die Brucellose, eine fieberhaften Erkrankung, die durch Bakterien der Gattung Brucellen ausgelöst wird und von Tieren auf den Menschen übertragen wird. Während die Tierbestände in Deutschland als Brucellose-frei gelten und entsprechend keine Ansteckungen bekannt sind, wird die Türkei laut Robert Koch-Institut häufig als Ansteckungsort genannt sowie vereinzelt auch andere Mittelmeer-Länder.
Auch eine Listeriose kann auftreten, wobei die Datenlage für eine abschließende Beurteilung laut einer Risikoanalyse der Interessengemeinschaft Grenzüberschreitende Integrierte Qualitätssicherung e. V. nicht ausreicht.
Eine über Rohmilchprodukte übertragene Erkrankung kann grundsätzlich für jeden Menschen ein Risiko darstellen. Besonders gefährdet sind jedoch Säuglinge, Kleinkinder, Schwangere, alte Menschen und Menschen mit geschwächtem Immunsystem. Diese Menschen sollten die Risiken des Verzehrs kennen und abwägen, ob sie auf den Verzehr verzichten. Ihnen hilft der Rohmilchhinweis bei der Auswahl von Käse. Das deutsche Bundesinstitut für Risikobewertung empfiehlt, dass solche Risikogruppen daher grundsätzlich auf den Verzehr von nicht abgekochter Rohmilch verzichten sollten. Insbesondere wird auch vor dem Verzehr von Rohmilch aus sog. „Milchtankstellen“ gewarnt.